# 麗島歐洛偉介
麗島歐洛偉介（学名：Orlovibairdia formosana）为土菱介科歐洛偉介屬下的一个种。